# マレーシアグランプリ (ロードレース)
マレーシアグランプリ（マレーシアGP、Malaysian Grand Prix ）は、ロードレース世界選手権の一戦として1991年からマレーシアで開催されているオートバイレースのイベントである。

## 概要
1991年から本グランプリが開催。1995年から1999年がマールボロがタイトルスポンサーを務めたのち、2015年から現在まではシェルがタイトルスポンサーを務めている。
2020年は新型コロナウイルス感染症の流行のため開催中止。

## 歴代優勝者
| 年   | サーキット     | 125cc                                              | 250cc                                              | 500cc                                              | 結果                                               |
| ---- | -------------- | -------------------------------------------------- | -------------------------------------------------- | -------------------------------------------------- | -------------------------------------------------- |
| 1991 | シャー・アラム | ロリス・カピロッシ                                 | ルカ・カダローラ                                   | ジョン・コシンスキー                               | 詳細                                               |
| 1992 | シャー・アラム | アレッサンドロ・グラミーニ                         | ルカ・カダローラ                                   | ミック・ドゥーハン                                 | 詳細                                               |
| 1993 | シャー・アラム | ダーク・ラウディス                                 | 青木宣篤                                           | ウェイン・レイニー                                 | 詳細                                               |
| 1994 | シャー・アラム | 上田昇                                             | マックス・ビアッジ                                 | ミック・ドゥーハン                                 | 詳細                                               |
| 1995 | シャー・アラム | ギャリー・マッコイ                                 | マックス・ビアッジ                                 | ミック・ドゥーハン                                 | 詳細                                               |
| 1996 | シャー・アラム | ステファノ・ペルジーニ                             | マックス・ビアッジ                                 | ルカ・カダローラ                                   | 詳細                                               |
| 1997 | シャー・アラム | バレンティーノ・ロッシ                             | マックス・ビアッジ                                 | ミック・ドゥーハン                                 | 詳細                                               |
| 1998 | ジョホール     | 上田昇                                             | 原田哲也                                           | ミック・ドゥーハン                                 | 詳細                                               |
| 1999 | セパン         | 東雅雄                                             | ロリス・カピロッシ                                 | ケニー・ロバーツ Jr.                               | 詳細                                               |
| 2000 | セパン         | ロベルト・ロカテリ                                 | 中野真矢                                           | ケニー・ロバーツ Jr.                               | 詳細                                               |
| 2001 | セパン         | 宇井陽一                                           | 加藤大治郎                                         | バレンティーノ・ロッシ                             | 詳細                                               |
| 年   | サーキット     | 125cc                                              | 250cc                                              | MotoGP                                             | 結果                                               |
| 2002 | セパン         | アルノー・ヴァンサン                               | フォンシ・ニエト                                   | マックス・ビアッジ                                 | 詳細                                               |
| 2003 | セパン         | ダニ・ペドロサ                                     | トニ・エリアス                                     | バレンティーノ・ロッシ                             | 詳細                                               |
| 2004 | セパン         | ケーシー・ストーナー                               | ダニ・ペドロサ                                     | バレンティーノ・ロッシ                             | 詳細                                               |
| 2005 | セパン         | トーマス・ルティ                                   | ケーシー・ストーナー                               | ロリス・カピロッシ                                 | 詳細                                               |
| 2006 | セパン         | アルバロ・バウティスタ                             | ホルヘ・ロレンソ                                   | バレンティーノ・ロッシ                             | 詳細                                               |
| 2007 | セパン         | ガボール・タルマクシ                               | 青山博一                                           | ケーシー・ストーナー                               | 詳細                                               |
| 2008 | セパン         | ガボール・タルマクシ                               | アルバロ・バウティスタ                             | バレンティーノ・ロッシ                             | 詳細                                               |
| 2009 | セパン         | フリアン・シモン                                   | 青山博一                                           | ケーシー・ストーナー                               | 詳細                                               |
| 年   | サーキット     | 125cc                                              | Moto2                                              | MotoGP                                             | 結果                                               |
| 2010 | セパン         | マルク・マルケス                                   | ロベルト・ロルフォ                                 | バレンティーノ・ロッシ                             | 詳細                                               |
| 2011 | セパン         | マーベリック・ビニャーレス                         | トーマス・ルティ                                   | 中止                                               | 詳細                                               |
| 年   | サーキット     | Moto3                                              | Moto2                                              | MotoGP                                             | 結果                                               |
| 2012 | セパン         | サンドロ・コルテセ                                 | アレックス・デ・アンジェリス                       | ダニ・ペドロサ                                     | 詳細                                               |
| 2013 | セパン         | ルイス・サロム                                     | エステベ・ラバト                                   | ダニ・ペドロサ                                     | 詳細                                               |
| 2014 | セパン         | エフレン・バスケス                                 | マーベリック・ビニャーレス                         | マルク・マルケス                                   | 詳細                                               |
| 2015 | セパン         | ミゲル・オリベイラ                                 | ヨハン・ザルコ                                     | ダニ・ペドロサ                                     | 詳細                                               |
| 2016 | セパン         | フランチェスコ・バニャイア                         | ヨハン・ザルコ                                     | アンドレア・ドヴィツィオーゾ                       | 詳細                                               |
| 2017 | セパン         | ジョアン・ミル                                     | ミゲル・オリベイラ                                 | アンドレア・ドヴィツィオーゾ                       | 詳細                                               |
| 2018 | セパン         | ホルヘ・マルティン                                 | ルカ・マリーニ                                     | マルク・マルケス                                   | 詳細                                               |
| 2019 | セパン         | ロレンツォ・ダッラ・ポルタ                         | ブラッド・ビンダー                                 | マーベリック・ビニャーレス                         | 詳細                                               |
| 2020 | セパン         | 新型コロナウイルス感染症の世界的流行のため開催中止 | 新型コロナウイルス感染症の世界的流行のため開催中止 | 新型コロナウイルス感染症の世界的流行のため開催中止 | 新型コロナウイルス感染症の世界的流行のため開催中止 |
| 2021 | セパン         | 新型コロナウイルス感染症の世界的流行のため開催中止 | 新型コロナウイルス感染症の世界的流行のため開催中止 | 新型コロナウイルス感染症の世界的流行のため開催中止 | 新型コロナウイルス感染症の世界的流行のため開催中止 |
| 2022 | セパン         | ジョン・マクフィー                                 | トニー・アルボリーノ                               | フランチェスコ・バニャイア                         | 詳細                                               |
| 2023 | セパン         | コリン・ベイヤー                                   | フェルミン・アルデゲル                             | エネア・バスティアニーニ                           | 詳細                                               |
| 2024 | セパン         | ダビド・アロンソ                                   | チェレスティーノ・ヴィエッティ                     | フランチェスコ・バニャイア                         | 詳細                                               |

## マレーシアGPが開催されたサーキット

セパン・インターナショナル・サーキット
北緯2度45分38秒 東経101度44分15秒 / 北緯2.76056度 東経101.73750度
シャー・アラム・サーキット
北緯3度4分34秒 東経101度32分38秒 / 北緯3.07611度 東経101.54389度

- ジョホール・サーキット - 北緯1度28分58秒 東経103度54分34秒 / 北緯1.48278度 東経103.90944度